# Шоста лінія (Сеульський метрополітен)
Шоста лінія (Сеульський метрополітен) (кор. 서울 지하철 6호선) — одна з ліній метро у столиці Південної Кореї, місті Сеул.

## Історія
Будівництво лінії розпочалося у грудні 1993 року. Початкова дільниця «Бонгхвасан» — «Сонгвольгок» з 6 станцій відкрилася 7 серпня 2000 року, у кінці того ж року відкрилася більша частина станцій але без центральної дільниці. Центральна дільниця з 5 станції відкрилася у березні наступного року.

## Лінія
Повністю підземна лінія проходить з північного заходу на північний схід через центр міста, та не перетинає ріку Хан. На лінії фактично відсутня північно-західна кінцева станція. Коли потяг прибуває на станцію «Ингам», він прямує далі проти годинникової стрілки одноколійною петлею з п'яти станцій. Пройшовши петлю він повертається на протилежну колію станції «Ингам» та прямує в напрямку центру міста. Рухомий склад має 312 вагони, лінію обслуговують 39 восьмивагонних потяги що живляться від повітряної контактної мережі.

## Станції
Станції з північного заходу на північний схід. Всі станції на лінії після реконструкції обладнані скляними дверима що відділяють платформу від потяга.
| Шоста лінія |                                      |                  |                       |                      |                                 |                                                             |                |
| № станції   | Назва українською                    | Назва корейською | Назва англійською     | Розташування         | Пересадка                       | Тип                                                         | Дата відкриття |
| 610         | «Ингам»                              | 응암             | «Eungam»              | Район Инпхьонг, Сеул |                                 | Підземна з острівною платформою                             | 15 грудня 2000 |
| 611         | «Йончхон»                            | 역촌             | «Yeokchon»            | Район Инпхьонг, Сеул |                                 | Підземна з однією береговою платформою                      | 15 грудня 2000 |
| 612         | «Булькванг»                          | 불광             | «Bulgwang»            | Район Инпхьонг, Сеул | Третя лінія                     | Підземна з однією береговою платформою                      | 15 грудня 2000 |
| 613         | «Докбаві»                            | 독바위           | «Dokbawi»             | Район Инпхьонг, Сеул |                                 | Підземна з однією береговою платформою                      | 15 грудня 2000 |
| 614         | «Йонсінне»                           | 연신내           | «Yeonsinnae»          | Район Инпхьонг, Сеул | Третя лінія                     | Підземна з однією береговою платформою                      | 15 грудня 2000 |
| 615         | «Гусан»                              | 구산             | «Gusan»               | Район Инпхьонг, Сеул |                                 | Підземна з однією береговою платформою                      | 15 грудня 2000 |
| 610         | «Ингам»                              | 응암             | «Eungam»              | Район Инпхьонг, Сеул |                                 | Підземна з острівною платформою                             | 15 грудня 2000 |
| 616         | «Сечоль»                             | 새절             | «Saejeol »            | Район Инпхьонг, Сеул |                                 | Підземна з однією острівною та однією береговою платформами | 15 грудня 2000 |
| 617         | «Чингсан»                            | 증산             | «Jeungsan»            | Район Инпхьонг, Сеул |                                 | Підземна з береговими платформами                           | 15 грудня 2000 |
| 618         | «Цифрове Медіа Сіті»                 | 디지털미디어시티 | «Digital Media City » | Район Инпхьонг, Сеул | Кьонгі-Чунганг AREX             | Підземна з береговими платформами                           | 15 грудня 2000 |
| 619         | «Стадіон Чемпіонату Світу з футболу» | 월드컵경기장     | «World Cup Stadium»   | Район Мапхо, Сеул    |                                 | Підземна з береговими платформами                           | 15 грудня 2000 |
| 620         | «Адміністрація району Мапхо»         | 마포구청         | «Mapo-gu Office»      | Район Мапхо, Сеул    |                                 | Підземна з береговими платформами                           | 15 грудня 2000 |
| 621         | «Мангволь»                           | 망원             | «Mangwon»             | Район Мапхо, Сеул    |                                 | Підземна з береговими платформами                           | 15 грудня 2000 |
| 622         | «Хапчонг»                            | 합정             | «Hapjeong»            | Район Мапхо, Сеул    | Друга лінія                     | Підземна з береговими платформами                           | 15 грудня 2000 |
| 623         | «Сангсу»                             | 상수             | «Sangsu»              | Район Мапхо, Сеул    |                                 | Підземна з острівною платформою                             | 15 грудня 2000 |
| 624         | «Квангхингчханг»                     | 광흥창           | «Gwangheungchang»     | Район Мапхо, Сеул    |                                 | Підземна з острівною платформою                             | 15 грудня 2000 |
| 625         | «Дехинг»                             | 대흥             | «Daeheung»            | Район Мапхо, Сеул    |                                 | Підземна з острівною платформою                             | 15 грудня 2000 |
| 626         | «Конгдок»                            | 공덕             | «Gongdeok»            | Район Мапхо, Сеул    | П'ята лінія Кьонгі-Чунганг AREX | Підземна з береговими платформами                           | 15 грудня 2000 |
| 627         | «Парк Хьочханг»                      | 효창공원앞       | «Hyochang Park»       | Район Йонгсан, Сеул  | Кьонгі-Чунганг                  | Підземна з острівною платформою                             | 15 грудня 2000 |
| 628         | «Самгакчі»                           | 삼각지           | «Samgakji»            | Район Йонгсан, Сеул  | Четверта лінія                  | Підземна з острівною платформою                             | 15 грудня 2000 |
| 629         | «Ноксапхьонг»                        | 녹사평           | «Noksapyeong»         | Район Йонгсан, Сеул  |                                 | Підземна з острівною платформою                             | 9 березня 2001 |
| 630         | «Ітевон»                             | 이태원           | «Itaewon»             | Район Йонгсан, Сеул  |                                 | Підземна з острівною платформою                             | 9 березня 2001 |
| 631         | «Хангангчін»                         | 한강진           | «Hangangjin»          | Район Йонгсан, Сеул  |                                 | Підземна з береговими платформами                           | 9 березня 2001 |
| 632         | «Ботігоге»                           | 버티고개         | «Beotigogae»          | Район Чун, Сеул      |                                 | Підземна з береговими платформами                           | 9 березня 2001 |
| 633         | «Яксу»                               | 약수             | «Yaksu»               | Район Чун, Сеул      | Третя лінія                     | Підземна з береговими платформами                           | 9 березня 2001 |
| 634         | «Чхонгку»                            | 청구             | «Cheonggu»            | Район Чун, Сеул      | П'ята лінія                     | Підземна з береговими платформами                           | 15 грудня 2000 |
| 635         | «Сінданг»                            | 신당             | «Sindang»             | Район Чун, Сеул      | Друга лінія                     | Підземна з острівною платформою                             | 15 грудня 2000 |
| 636         | «Донгмьо»                            | 동묘             | «Dongmyo»             | Район Чонгно, Сеул   | Перша лінія                     | Підземна з острівною платформою                             | 15 грудня 2000 |
| 637         | «Чхангсін»                           | 창신             | «Changsin»            | Район Чонгно, Сеул   |                                 | Підземна з острівною платформою                             | 15 грудня 2000 |
| 638         | «Бонум»                              | 보문             | «Bomun»               | Район Сонгбук, Сеул  | Ui                              | Підземна з острівною платформою                             | 15 грудня 2000 |
| 639         | «Анам»                               | 안암             | «Anam»                | Район Сонгбук, Сеул  |                                 | Підземна з береговими платформами                           | 15 грудня 2000 |
| 640         | «Корейський Університет»             | 고려대           | «Korea University»    | Район Сонгбук, Сеул  |                                 | Підземна з береговими платформами                           | 15 грудня 2000 |
| 641         | «Вольгок»                            | 월곡             | «Wolgok»              | Район Сонгбук, Сеул  |                                 | Підземна з береговими платформами                           | 15 грудня 2000 |
| 642         | «Сонгвольгок»                        | 상월곡           | «Sangwolgok»          | Район Сонгбук, Сеул  |                                 | Підземна з двома острівними платформами                     | 7 серпня 2000  |
| 643         | «Дольгочі»                           | 돌곶이           | «Dolgoji»             | Район Сонгбук, Сеул  |                                 | Підземна з береговими платформами                           | 7 серпня 2000  |
| 644         | «Соккю»                              | 석계             | «Seokgye»             | Район Новон, Сеул    | Перша лінія                     | Підземна з береговими платформами                           | 7 серпня 2000  |
| 645         | «Теринг Іпку»                        | 태릉입구         | «Taereung»            | Район Новон, Сеул    | Сьома лінія                     | Підземна з береговими платформами                           | 7 серпня 2000  |
| 646         | «Хварангде»                          | 화랑대           | «Hwarangdae»          | Район Новон, Сеул    |                                 | Підземна з береговими платформами                           | 7 серпня 2000  |
| 647         | «Бонгхвасан»                         | 봉화산           | «Bonghwasan»          | Район Чунгнанг, Сеул |                                 | Підземна з двома острівними платформами                     | 7 серпня 2000  |

## Галерея

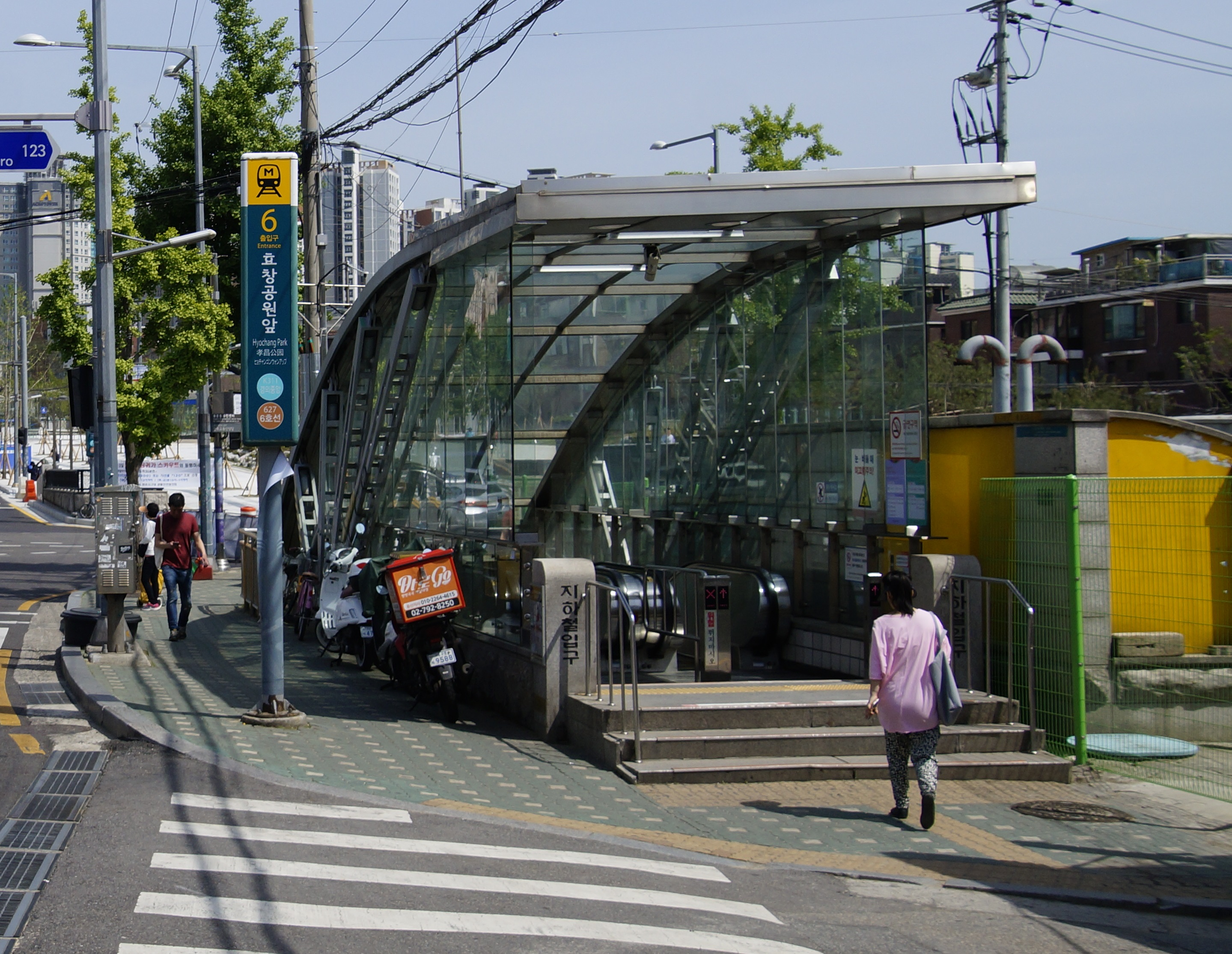
Один з виходів зі станції «Парк Хьочханг»
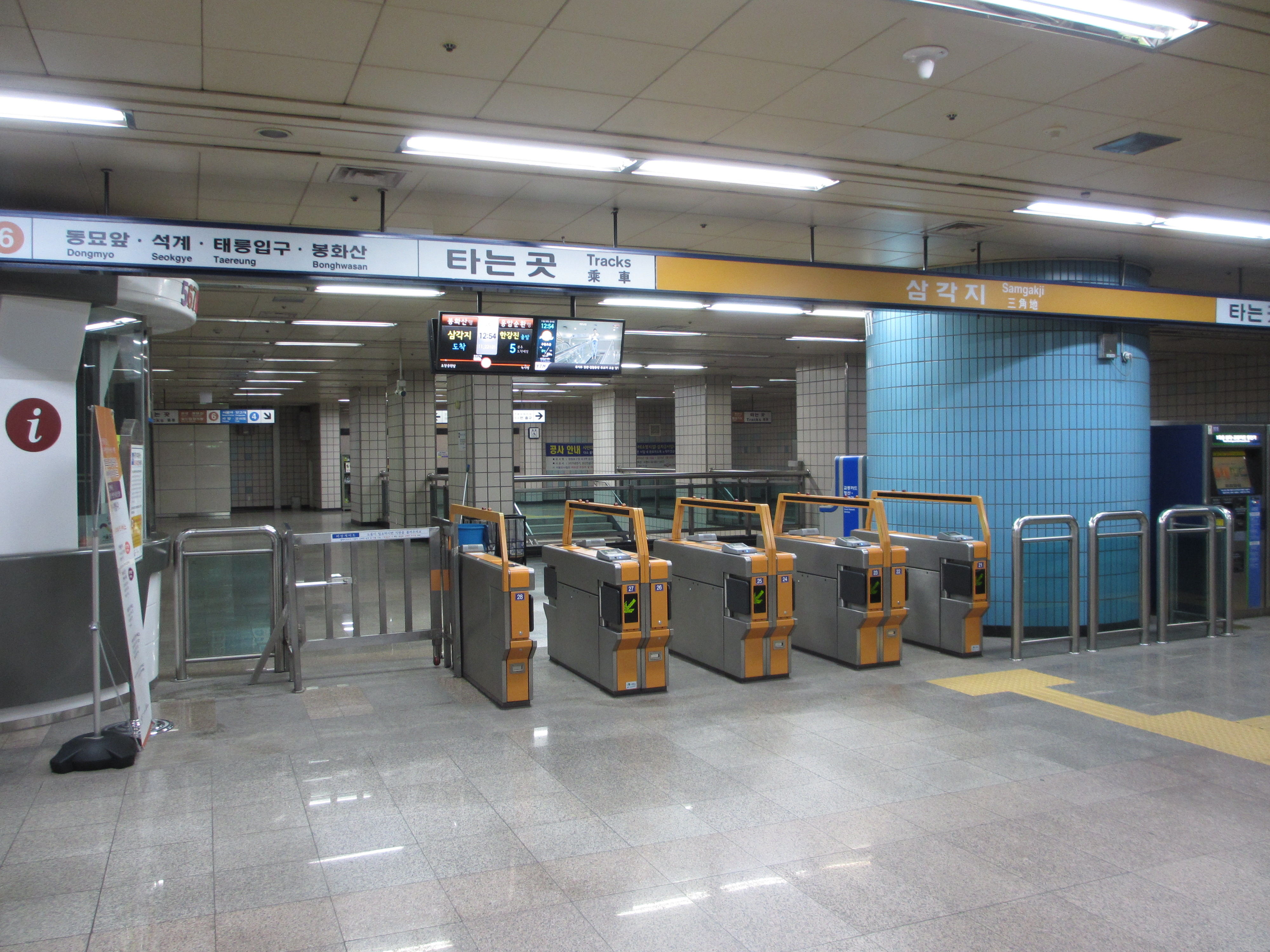
Турнікети на станції «Самгакчі»
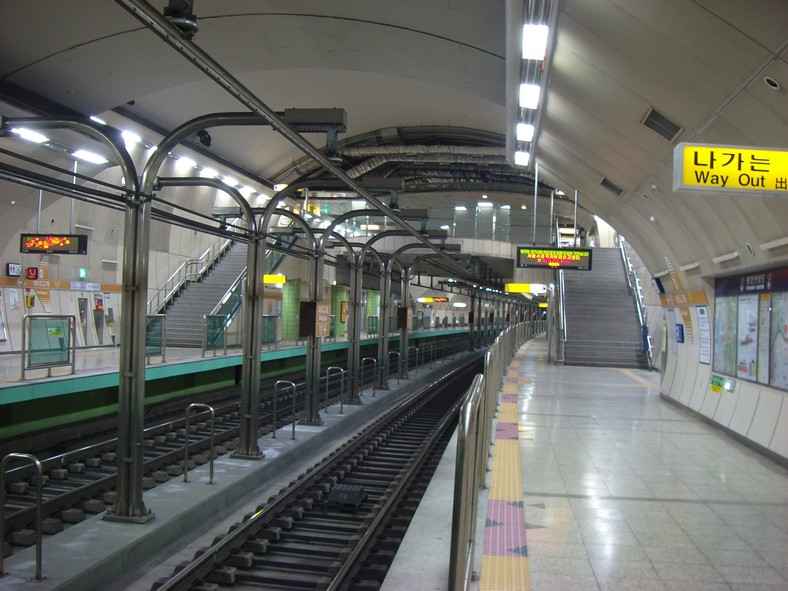
Станція «Ботігоге» до встановлення станційних дверей
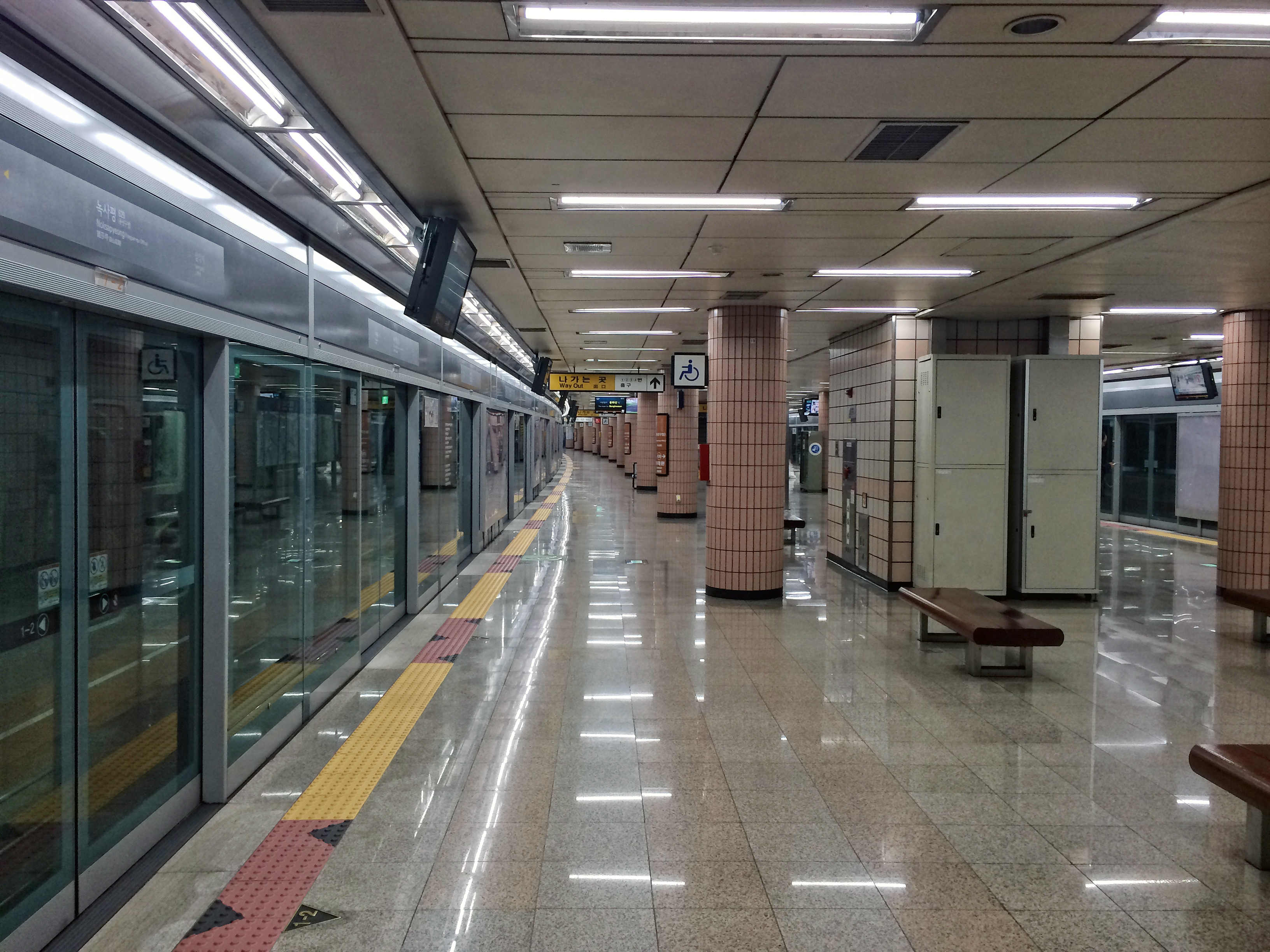
Платформа станції «Ноксапхьонг»